# Вальтер, Реми
Реми́ Вальте́р (фр. Rémi Walter; 26 апреля 1995, Эссе-ле-Нанси) — французский футболист, полузащитник клуба «Спортинг Канзас-Сити».

## Карьера

### Клубная

#### «Нанси»
Реми Вальтер начинал заниматься футболом в клубе «Сен-Макс-Эссе». В 2003 году оказался в системе подготовки «Нанси». Дебютировал в первой команде 3 августа 2013 года в матче Лиги 2 против «Осера». 23 августа 2013 года в матче чемпионата с «Гавром» Вальтер отметился голевой передачей на Лоссеми Карабуэ. Неделю спустя полузащитник забил первый гол в своей профессиональной карьере, поразив ворота Бенжамена Леруа из «Тура». Футболист выступал за «Нанси» до января 2016 года и за это время сыграл в Лиге 2 71 матч, в которых забил 3 гола.

#### «Ницца»
В зимнее трансферное окно сезона 2015/2016 Вальтер перешёл в «Ниццу». 23 января 2016 года он впервые сыграл в Лиге 1, заменив во втором тайме матча с «Лорьяном» Дориана Кедди.
В январе 2018 года Вальтер был взят клубом «Труа» в аренду до конца сезона с опцией выкупа.

#### «Ени Малатьяспор»
В январе 2020 года Вальтер подписал 1,5-летний контракт с клубом турецкой Суперлиги «Ени Малатьяспор».

#### «Спортинг Канзас-Сити»
22 декабря 2020 года Вальтер подписал с клубом MLS «Спортинг Канзас-Сити» трёхлетний контракт с опцией продления ещё на один год. В американской лиге дебютировал 17 апреля 2021 года в матче стартового тура сезона против «Нью-Йорк Ред Буллз».

### В сборной
В 2012 году Реми Вальтер сыграл 8 матчей за юношескую сборную Франции до 17 лет. В дальнейшем полузащитник выступал и за команду до 19 лет. 25 марта 2015 года полузащитник дебютировал за молодёжную сборную Франции до 20 лет, заменив Моргана Сансона в концовке товарищеского матча со сверстниками из Чехии.

## Статистика
| Клуб             | Сезон   | Национальный чемпионат | Национальный чемпионат | Национальный чемпионат | Национальные кубки | Национальные кубки | Континентальные кубки | Континентальные кубки | Всего | Всего |
| Клуб             | Сезон   | Лига                   | Игры                   | Голы                   | Игры               | Голы               | Игры                  | Голы                  | Игры  | Голы  |
| ---------------- | ------- | ---------------------- | ---------------------- | ---------------------- | ------------------ | ------------------ | --------------------- | --------------------- | ----- | ----- |
| Нанси            | 2013/14 | Лига 2                 | 28                     | 2                      | 3                  | 1                  | 0                     | 0                     | 31    | 3     |
| Нанси            | 2014/15 | Лига 2                 | 31                     | 1                      | 2                  | 0                  | 0                     | 0                     | 33    | 1     |
| Нанси            | 2015/16 | Лига 2                 | 12                     | 0                      | 2                  | 0                  | 0                     | 0                     | 14    | 0     |
| Всего за «Нанси» |         |                        | 71                     | 3                      | 7                  | 1                  | 0                     | 0                     | 78    | 4     |
| Ницца            | 2015/16 | Лига 1                 | 9                      | 0                      | 0                  | 0                  | 0                     | 0                     | 9     | 0     |
| Всего за карьеру |         |                        | 80                     | 3                      | 7                  | 1                  | 0                     | 0                     | 87    | 4     |